# Comunitat de comunes de la Vall de la Bruche
La Comunitat de comunes de la Vall de la Bruche (oficialment: Communauté de communes de la Vallée de la Bruche) és una Comunitat de comunes del departament del Baix Rin, a la regió del Gran Est.
Creada al 2000, està formada 26 municipis i la seu es troba a Schirmeck.

## Municipis
1. Barembach
2. Bellefosse
3. Belmont
4. Blancherupt
5. Bourg-Bruche
6. La Broque
7. Colroy-la-Roche
8. Fouday
9. Grandfontaine
10. Lutzelhouse
11. Muhlbach-sur-Bruche
12. Natzwiller
13. Neuviller-la-Roche
14. Plaine
15. Ranrupt
16. Rothau
17. Russ
18. Saales
19. Saint-Blaise-la-Roche
20. Saulxures
21. Schirmeck
22. Solbach
23. Urmatt
24. Waldersbach
25. Wildersbach
26. Wisches